# Kloster Nishinomiya
Kloster Nishinomiya (jap. 西宮の聖母修道院, Nishinomiya no Seibo Shūdōin, dt. „Kloster der Heiligen Mutter von Nishinomiya“) ist seit 1935 ein japanisches Kloster der Trappistinnen, zuerst in Yawata, dann in Jūrenji, heute in Nishinomiya.

## Geschichte
Kloster Tenshien gründete 1935 das Kloster Notre-Dame de Lourdes (Seiboen) in Yawata, Präfektur Ōita, Kyūshū (ab 1937 Abtei), das 1948 nach Jūrenji, Kurume, Präfektur Fukuoka und von dort 1966 nach Nishinomiya, Präfektur Hyōgo, Erzbistum Osaka, verlegt wurde.

### Gründungen
- 1954: Kloster Nasu, in Nasu.
- 1981/1982: Kloster Miyako, 2002 verlegt als Kloster Ajimu, Usa.

### Äbtissinnen
- Benedicte Bazin (1935–1942)
- Colette Moyencourt (1943)
- Martina Oikawa (1944–1951)
- Madeleine Bohomme (1951–1952)
- Caritas Konishi (1952–1966)
- Christiana Tamura (1966–1998)
- Joanna Sato (1998–2000)
- Théodora Naiki (2000–2009)
- Veronique Shibata (2009–2015)